# Natalia Zabila
Natalia Zabila (en russe : Наталья Львовна Забила Natalya Lvovna Zabila et en ukrainien : Наталя Львівна Забіла Natalya Lvivna Zabila ; née en 1903 à Saint-Pétersbourg et décédée le 6 février 1985 à Kiev) est une poétesse et enseignante ukrainienne.

## Biographie
Elle fut enseignante à l'Université nationale de Kharkiv où elle avait fait ses études.
elle dirigea l'Organisation des écrivains de Kharkiv, édita le magazine "Barvinok" jusqu'en 1947 et elle a publié environ deux cents livres pour enfants.

## Honneurs
Lauréate en 1972 du Prix Lessia Oukraïnka.

## Carrière littéraire
Elle est connue pour : 
- Під ясним сонцем Sous le grand soleil (1949),
- Веселим малюкам Enfants heureux (1959),
- У широкий світ Au large du monde (1960),
- Оповідання, казки, повісті Histoires, contes, romans (1962),
- Стояла собі хатка La cabane était seule (1974),
- Рідний Київ Natif de Kyiv (1977, 1982),
- Вибрані твори ainsi que Œuvres choisies en quatre volumes (1984).